# Bistum Petrópolis
Das Bistum Petrópolis (lateinisch: Dioecesis Petropolitanus) ist eine in Brasilien gelegene römisch-katholische Diözese mit Sitz in Petrópolis im Bundesstaat Rio de Janeiro.

## Geschichte
Das Bistum Petrópolis wurde am 13. April 1946 durch Papst Pius XII. mit der Apostolischen Konstitution Pastoralis qua urgemur aus Gebietsabtretungen der Bistümer Barra do Piraí und Niterói errichtet und dem Erzbistum São Sebastião do Rio de Janeiro als Suffraganbistum unterstellt. Am 26. März 1960 gab das Bistum Petrópolis Teile seines Territoriums zur Gründung des Bistums Nova Friburgo ab. Das Bistum Petrópolis wurde am 26. März 1960 dem Erzbistum Niterói als Suffraganbistum unterstellt. Am 15. Februar 1964 gab das Bistum Petrópolis Teile seines Territoriums zur Gründung des Bistums Floresta ab. Eine weitere Gebietsabtretung erfolgte am 11. Oktober 1980 zur Gründung des Bistums Duque de Caxias.

## Bischöfe von Petrópolis
- Manuel Pedro da Cunha Cintra, 1948–1984
- José Fernandes Veloso, 1984–1995
- José Carlos de Lima Vaz SJ, 1995–2004
- Filippo Santoro, 2004–2011, dann Erzbischof von Tarent
- Gregório Paixão Neto OSB, 2012–2023, dann Erzbischof von Fortaleza
- Joel Portella Amado, seit 2024